# الإدارة البريدية للأمم المتحدة

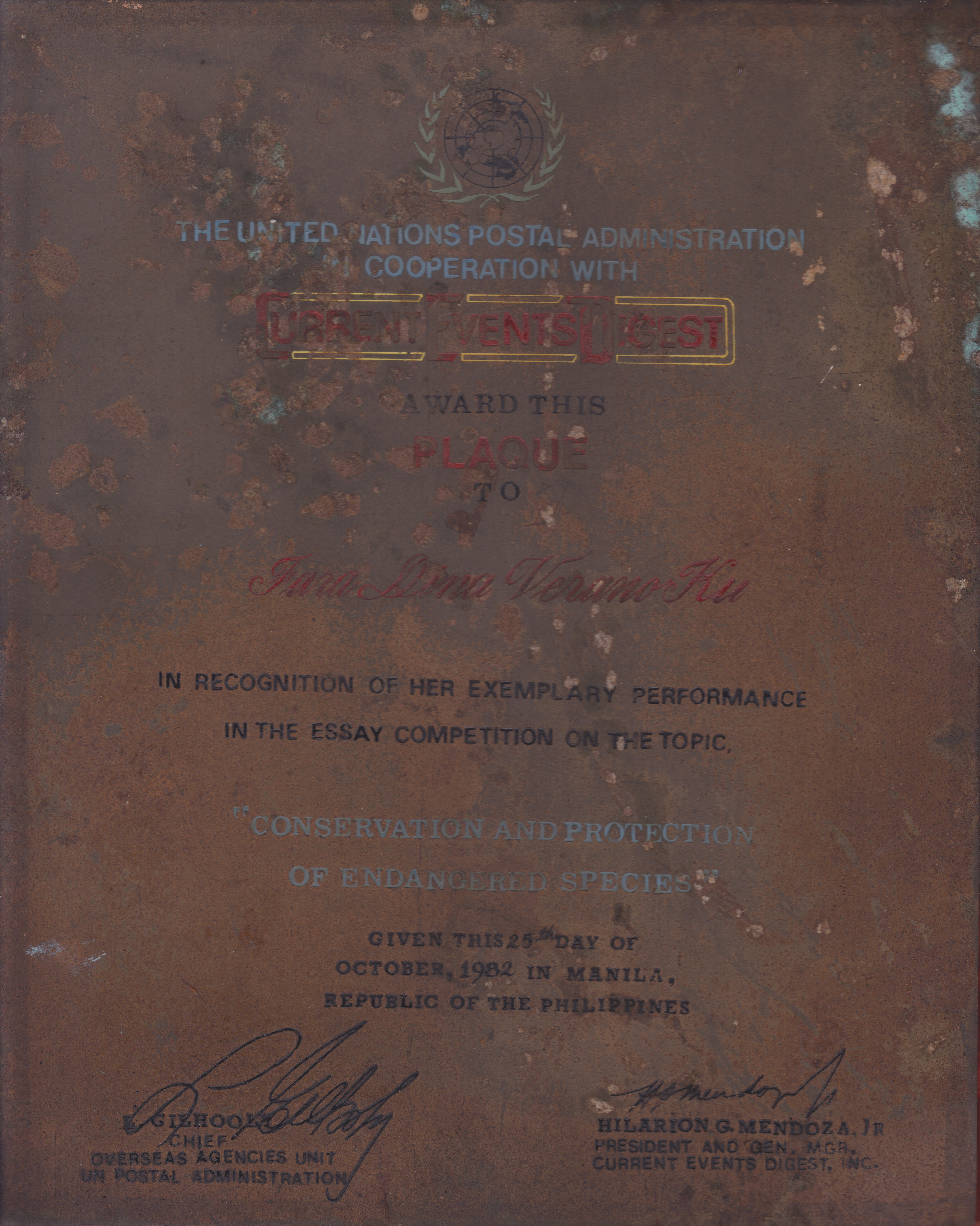
جائزة لوحة الاعتراف للفائز في مسابقة مقال الفلبين لعام 1982 حول موضوع "الحفاظ على الأنواع المهددة بالانقراض وحمايتها" برعاية إدارة بريد الأمم المتحدة وهضم الأحداث الجارية

إدارة بريد الأمم المتحدة (بالإنجليزية: United Nations Postal Administration)‏ واختصاراً (بالإنجليزية: UNPA)‏ هي وكالة البريد التابعة للأمم المتحدة. وتصدر الطوابع البريدية والقرطاسية البريدية المقومة بدولارات الولايات المتحدة للمكتب في نيويورك وبالفرنك السويسري للمكتب في جنيف وباليورو (الشلن سابقاً) للمكتب في فيينا. على هذا النحو، فإن إدارة البريد هي السلطة البريدية الوحيدة التي تصدر الطوابع بثلاث عملات مختلفة.
للإدارة ولاية مزدوجة: أولاً، نشر المعلومات عن أنشطة وإنجازات منظومة الأمم المتحدة من خلال طوابع البريد، وثانياً، لتوليد إيرادات للمنظمة.

## روابط خارجية
- الموقع الرسمي